# 西脇康世
西脇 康世（にしわき やすよ、男性、1952年4月3日 - ）は、日本の政治家。岐阜県関ケ原町長（4期）。

## 来歴
岐阜県関ケ原町大字関ケ原に生まれる。1976年（昭和51年）3月、明治大学法学部卒業。同年4月、関ケ原町役場に入庁。議会事務局長、税務課長、地域振興課長、総務課長などを歴任。
2012年（平成24年）11月、関ケ原町役場を退職。同年11月20日告示・11月25日投票の町長選挙で無投票で初当選。12月26日、町長就任。
2016年（平成28年）、無投票で再選。2020年（令和2年）、無投票で3選。2024年（令和6年）、無投票で4選を果たす。